# Список когнитивных искажений

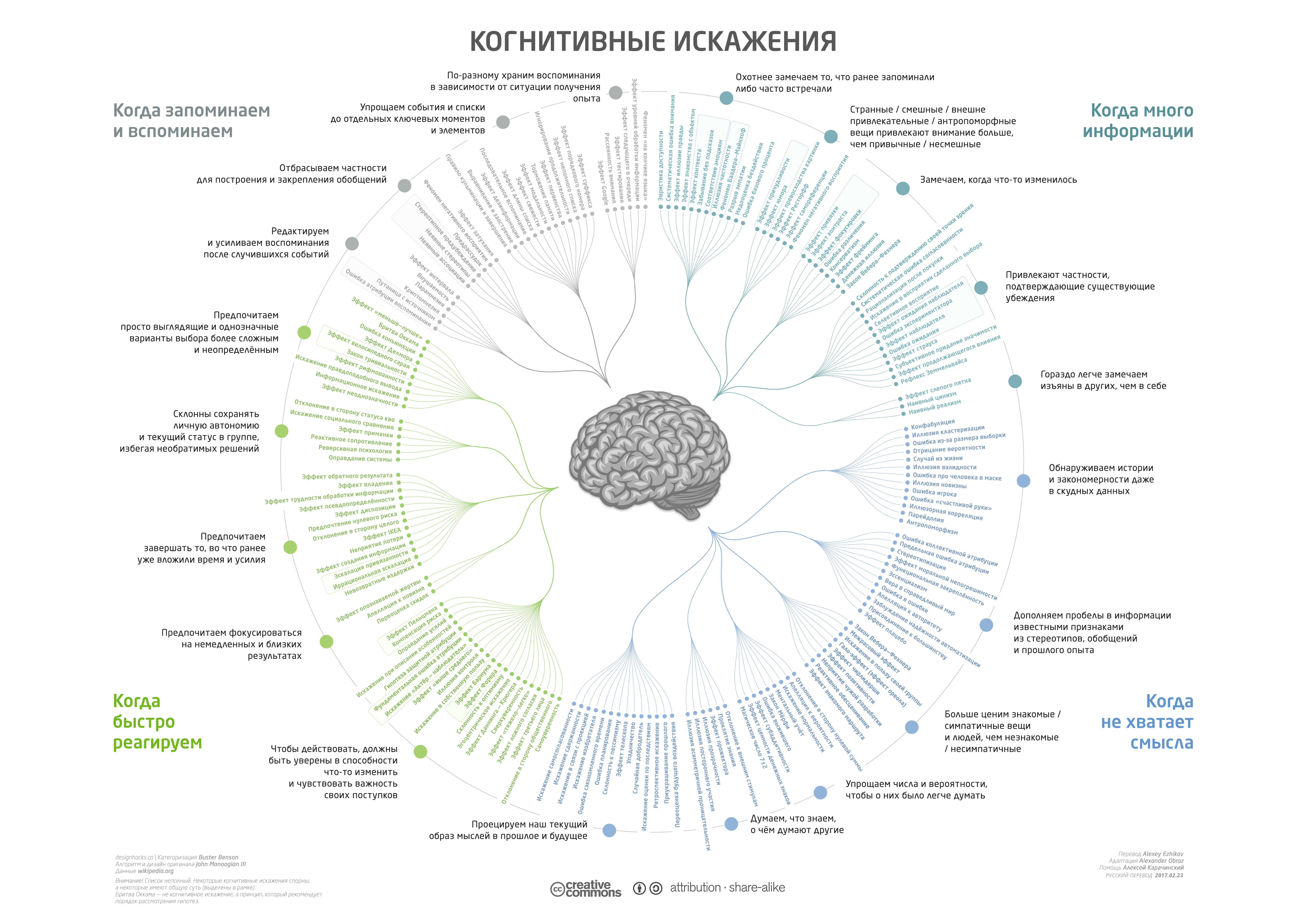
Когнитивные искажения могут быть представлены в виде четырёх категорий: «Когда много информации» (проблема: переизбыток информации); «Когда не хватает смысла» (сложность понимания); «Когда быстро реагируем» (необходимость быстрого реагирования); «Когда запоминаем и вспоминаем» (соотношение запоминаемого и забываемого).

В когнитивных науках под когнити́вными искаже́ниями понимаются систематические ошибки в мышлении или шаблонные отклонения, которые возникают на основе дисфункциональных убеждений, внедрённых в когнитивные схемы, и легко обнаруживаются при анализе автоматических мыслей. Существование большинства когнитивных искажений было описано учёными, а многие были доказаны в психологических экспериментах.
Когнитивные искажения являются примером эволюционно сложившегося поведения. Некоторые из них выполняют адаптивную функцию, поскольку они способствуют более эффективным действиям или более быстрому принятию решений. Другие, по-видимому, происходят из отсутствия соответствующих навыков мышления или из-за неуместного применения навыков, бывших адаптивными в других условиях.
Разработка и применение методов коррекции когнитивных искажений, вызывающих проблемы эмоционального, личностного, социального характера, является предметом различных направлений психотерапии, в частности когнитивной психотерапии.

## Искажения, связанные с поведением и принятием решений

### Излишнее беспокойство об успехе
- Амплификация — вложение в достижение цели больших усилий, чем необходимо, попытка «убить муху кувалдой». Вариант — чрезмерно детальное планирование в условиях отсутствия в достаточном объёме исходных данных и наличия сильно влияющих на результат неопределённых или случайных факторов.[3]
- Ускорение — выполнение работы со скоростью большей, чем необходимо или даже допустимо.[3]
- Опережение — неоправданно раннее начало действий по достижению цели.[3]
- Уклон в сторону поиска информации — тенденция искать информацию даже тогда, когда она не влияет на действия или результат.

### Преувеличение вероятности частных случаев
- Чрезмерное обобщение — безосновательный перенос характеристик частных или даже единичных случаев на их обширные совокупности[источник не указан 79 дней]. Существует множество видов этого когнитивного искажения, классический вариант — теория заговора[источник не указан 79 дней].
- Эффект контраста — усиление или преуменьшение значения одного предмета, когда он сравнивается с только что обнаруженным контрастным объектом. Например, человек радуется тому, что купил недорого какую-то вещь в магазине, но перестаёт радоваться после того, как обнаруживает другой, малоизвестный магазин, в котором эта же вещь стоит в 2 раза дешевле.
- Феномен Баадера — Майнхоф или иллюзия частотности — недавно узнанная информация, появляющаяся вновь спустя непродолжительный период времени, воспринимается как необычайно часто повторяющаяся.

### Переоценка значимости частных случаев
- Отклонение в сторону результата — тенденция судить о решениях по их окончательным результатам, вместо того чтобы оценивать качество решений по обстоятельствам того момента времени, когда они были приняты («победителей не судят»)[источник не указан 79 дней].
- Переоценка воздействия — тенденция людей переносить длительность или интенсивность воздействия некоего события на их будущие переживания[источник не указан 79 дней].
- Эффект фокусировки — ошибка, возникающая, когда люди уделяют слишком много внимания какому-то одному аспекту явления, упуская из виду все остальные аспекты; приводят к ошибочным оценкам и решениям. Это когнитивное искажение возникает поскольку человеческое мышление делает фокусный элемент заметным, что вызывает сильные эмоции[4]. Артур Робсон (Simon Fraser University) и Ларри Самуэльсон (Yale University) также предложили эволюционное объяснение эффекта фокусировки. По их мнению, эффект фокусировки имеет эволюционную природу и призван поддерживать мотивацию людей[5].
- Ошибка пропорциональности[англ.] — тенденция полагать, что большие, важные события обязательно имеют серьёзные причины; играет значительную роль в формировании теорий заговора. В частности, ошибкой пропорциональности вызвано стремление найти "главных виновников" в убийстве Джона Кеннеди, принцессы Дианы, а также идеи об искусственном характере пандемии COVID-19. Ключевым психологическим фактором, формирующим данное искажение[6], является фундаментальная ошибка атрибуции — стремление человека искать причины своих неудач во внешних событиях. Любопытно, что согласно экспериментам[7], ошибка пропорциональности более свойственна представителям западной цивилизации. Восточным культурам свойственно учитывать большее количество причин каждого события и проявлять большее внимание к деталям[8].

### Переоценка своих возможностей
- Эффект сверхуверенности — тенденция переоценивать свои собственные способности.
- Иллюзия контроля — тенденция людей верить, что они могут контролировать или, по крайней мере, влиять на результаты событий, на которые они на самом деле влиять не могут[9].
- Предпочтение нулевого риска — предпочтение контролируемой, но потенциально более вредоносной (вследствие более частого её возникновения) ситуации перед обратной по причине переоценки возможности контроля. То есть человек со своей стороны считает, что он полностью избавляется от риска (на самом деле не имея полного контроля), в то время как со стороны статистики это является снижением лишь одного, не самого большого риска до нуля. Например, большинство людей предпочли бы уменьшить вероятность террористических актов до нуля вместо снижения аварийности на дорогах, даже если бы второй эффект давал больше сохранённых жизней[10]. Другой распространённый пример — ятрофобия: многие люди боятся осложнений медицинских вмешательств больше, чем заболеваний и смерти в результате этих заболеваний, возникающих из-за отсутствия лечения (например антивакцинаторство).
- Эффект Даннинга — Крюгера — люди, имеющие низкий уровень квалификации, делают ошибочные выводы, принимают неудачные решения и при этом неспособны осознавать свои ошибки в силу низкого уровня своей квалификации.
- Иллюзия глубины понимания — люди переоценивают свой уровень понимания проблемы, принимая осведомлённость о ситуации за понимание того, как она работает; в отличие от эффекта Даннинга — Крюгера, данный эффект относится только к т. н. «объяснительному» знанию, а не к способностям или навыкам, и затрагивает всех, а не только лиц с низкой или умеренной компетентностью.

### Переоценка значимости собственного мнения/положения/выбора
- Искажение в восприятии сделанного выбора — излишнее упорство, привязанность к своему выбору, восприятие его как более правильного, чем он есть на самом деле, с дальнейшим его оправданием. Например, попытки найти неявные плюсы в покупке и тем самым оправдать её при наличии другого, более подходящего товара, который по каким-то причинам не был приобретён.
- Эффект знакомства с объектом — тенденция людей выражать необоснованную симпатию к некоему объекту только потому, что они знакомы с ним (эффект причастности к созданию предмета).
- Иррациональная эскалация — тенденция помнить свой выбор как более правильный, чем он был на самом деле.
- Слепое пятно предубеждения — убеждение в том, что предвзятость более свойственна другим людям, чем самому себе.

Методами защиты своего мнения при таких искажениях обычно являются:
- Ошибка меткого стрелка — выбор или подстройка гипотезы под результаты измерений;
- Предвзятость подтверждения — тенденция искать или интерпретировать информацию таким образом, чтобы подтвердить имевшиеся заранее концепции;
- Эффект ожидания наблюдателя — бессознательное манипулирование ходом опыта для обнаружения ожидаемого результата (см. также эффект Розенталя и эффект Голема);
- Селективное восприятие — принятие во внимание только тех фактов, которые согласуются с ожиданиями.
- Эффект обратного результата[англ.] — склонность утверждаться в своей правоте вопреки свидетельствам, противоречащим исходному устоявшемуся убеждению человека. Из-за эффекта обратного результата бывает сложно переубедить собеседника в споре, если даже предоставлять ему сильные свидетельства, опровергающие его позицию[11].

### Другие искажения
- Сопротивление — проявление ментальной инерции, неверие в угрозу, продолжение прежнего курса действий в условиях настоятельной необходимости переключиться: когда откладывание перехода чревато ухудшением состояния; когда проволочка может привести к потере возможности улучшить ситуацию; при столкновении с экстренными ситуациями, неожиданными возможностями и внезапными помехами.[3]
- Регулирование — ловушка непрерывных приказов себе делать что-то, вместо того, чтобы иногда действовать импульсивно, спонтанно, когда это более приемлемо, при поиске чего-то нового, во время отпуска, отдыха.[3]
- Разделение — попытка выполнять одновременно два и более дела, требующих сознательного внимания, которое принципиально неделимо.[3]
- Формулирование — беспрерывное проговаривание своих мыслей о том, что кажется истинным.[3]
- Реверсия — систематический возврат к мыслям о гипотетических действиях в прошлом по предотвращению потерь, являющихся результатом произошедших необратимых событий, исправлению неисправимого, изменению необратимого прошлого. Формами реверсии являются вина и стыд.[3]
- Эффект авторитета — тенденция приписывать более высокую оценку мнению авторитетной фигуры и в большей степени зависеть от этого мнения. См. также эксперимент Милгрэма.
- Приукрашивание прошлого — тенденция оценивать прошлые события более позитивно, чем они воспринимались в тот момент, когда на самом деле происходили.
- «Проклятие знания» — затруднения у информированных людей при попытке рассматривать какую-либо проблему с точки зрения людей менее информированных.
- Профессиональная деформация — психологическая дезориентация личности в ходе профессиональной деятельности. Тенденция смотреть на вещи согласно правилам, общепринятым для своей профессии, отбрасывая более общую точку зрения.
- Эффект владения — завышение ценности покупки сразу после её приобретения. Его следствие — неприятие потери — отрицательная полезность, связываемая с потерей объекта, оказывается больше, чем полезность, связанная с приобретением его. Люди, зная пользу от принадлежащей им вещи, больше огорчаются от её потери, чем они радовались бы её находке, до которой они не думали об этой вещи и соответственно не учитывали её пользу.
- Потребность в завершении и предпочтение целостных предметов — потребность достигнуть завершения в важном вопросе, получить ответ и избежать чувства сомнений и неуверенности. Текущие обстоятельства (время или социальное давление) могут усилить этот источник ошибок. Стремление к завершённости является одним из фундаментальных свойств гештальта, центрального понятия гештальтпсихологии, проявляющееся, в частности, в эффекте Зейгарник.
- Эффект «меньше — лучше», при котором в отсутствие прямого сравнения предметов предпочтение отдаётся тому, который ближе к своему идеалу, несмотря на то, что его ценность меньше.
- Отклонение в сторону статуса кво — тенденция людей желать, чтобы вещи оставались приблизительно теми же самыми.
- Эффект повального увлечения, конформизм — боязнь выделяться из толпы, тенденция делать (или верить в) вещи, потому что много других людей делают это (или верят в это). Относится к групповому мышлению, стадному поведению и маниям (см., например, эффект победившей стороны[12]).
- Затягивание (прокрастинация) — систематическое неоправданное откладывание, оттягивание начала неизбежной работы.[3]
- Недооценка бездействия — предпочтение большего вреда из-за бездействия, чем вреда из-за действия, вследствие непризнания вины в бездействии.
- Эффект фрейминга — наличие зависимости выбора варианта решения от формы представления исходной информации. Так, изменение вида формулировки вопроса, с семантически идентичным содержанием, может вызывать изменение процента положительных (отрицательных) ответов с 20 % до 80 % и более[13]. Существенную часть формы представления информации может образовывать отбор слов. Для любой формулировки системы цен со скидками для некоторых категорий покупателей, существует финансово эквивалентное представление цен с наценками. Для дополнительных категорий покупателей, однако, её использование может привести к значительному падению выручки и потому не применяется.
- Эффект псевдоуверенности — тенденция принимать решения, направленные на то, чтобы избежать риска, если ожидаемый результат позитивный, однако принимать рискованные решения, чтобы избежать негативного исхода (проявляется как часть эффекта фрейминга).
- Предвзятость относительно экономии времени (англ. time-saving bias) — человеческая склонность к ошибочной оценке времени, которое может быть сэкономлено (или потеряно) в результате увеличения (или снижения) скорости.
- Ошибка планирования — тенденция недооценивать время выполнения задач, стоимость и длительность реализации проектов, особенно новых, сложных, больших, уникальных.[14] Частный случай ошибки планирования нашел выражение в законе Мёрфи: «Всякая работа требует больше времени, чем вы думаете».
- Сопротивление — потребность человека делать нечто противоположное тому, что некто побуждает его делать, из-за потребности противостоять кажущимся попыткам ограничить свободу выбора. При сопротивлении индивид часто действует себе во вред.
- Потребность в противоречии — попытки специально найти собеседника иного мнения для того, чтобы доказать ему своё[источник не указан 79 дней].
- Систематическая ошибка согласованности — тенденция проверять гипотезы исключительно путём прямого тестирования, пренебрегая косвенным или отвергая его.
- Обнаружение агента[англ.] — склонность объяснять происходящее целенаправленным вмешательством разумного агента.

## Социально обусловленные искажения
Большая группа искажений, связанных с поведением и принятием решений. Большинство из них связаны с ошибками атрибуции.

### Искажения в собственную пользу
- Иллюзия конца истории — согласно масштабному исследованию[15] 2013 года, люди любого возраста считают, что их личность сильно изменилась в прошлом, но слабо изменится в будущем.
- Эффект однородности чужой группы — люди воспринимают членов своей группы как относительно более разнообразных, чем члены других групп.
- Внутригрупповой фаворитизм — тенденция людей отдавать предпочтение тем, кого они считают членом своей собственной группы.
- Искажение в связи с проекцией — тенденция бессознательно полагать, что другие люди разделяют те же, что и субъект, мысли, верования, ценности и позиции[источник не указан 79 дней].
- Эгоистическая погрешность — тенденция признавать большую ответственность за успехи, чем за поражения. Это может проявляться также как тенденция людей преподносить двусмысленную информацию благоприятным для себя образом (см. также Внутригрупповой фаворитизм).
- Искажение при описании черт характера — тенденция людей воспринимать себя как относительно изменчивых в отношении личных качеств, поведения и настроения, одновременно воспринимая других как гораздо более предсказуемых. Например, иллюзия прозрачности — люди переоценивают способность других понимать их, и они также переоценивают свою способность понимать других[16].
- Фундаментальная ошибка атрибуции — тенденция людей объяснять поведение других людей их личностными качествами, недооценивая ситуационные факторы, и в то же время переоценивать роль и силу ситуационных влияний на собственное поведение, недооценивая личностный аспект.[17]
- Эффект Лейк-Уобегон — человеческая тенденция распространять льстивые верования о себе и считать себя выше среднего (см. также хуже-чем-в-среднем эффект и эффект сверхуверенности).
- Эффект ложного консенсуса — тенденция людей переоценивать ту степень, в которой другие люди соглашаются с ними.[18]
- Эффект ложной уникальности — недооценка индивидом распространённости среди других способностей и желательного или приносящего успех поведения, характерных для него.
- Эффект эгоцентричности — он имеет место, когда люди считают себя более ответственными за результат неких коллективных действий, чем это находит внешний наблюдатель[источник не указан 79 дней].
- Гиперсемиотизация — состояние, когда люди начинают видеть несуществующие знаки.

### Другие искажения
- Феномен «Дверь в лицо» — люди склонны идти на уступку и соглашаться с малопривлекательным предложением в том случае, если оно им предлагается сразу после их отказа от другой более обременительной просьбы.
- Феномен «Нога в двери» — после выполнения изначально незначительной просьбы люди склонны соглашаться исполнять другие более обременительные требования.
- Феномен «справедливого мира» — тенденция людей верить, что мир «справедлив» и, следовательно, люди получают «то, что они заслуживают».[19]
- Эффект Форера (а также эффект Барнума) — тенденция высоко оценивать точность описаний своей личности, как если бы они были нарочно написаны специально для вас, но которые в действительности являются достаточно общими, чтобы их можно было приложить к очень большому числу людей. Например, гороскопы (обобщённые астрологические характеристики и прогнозы).[20]
- Эффект ореола — имеет место при восприятии одного человека другим и состоит в том, что позитивные и негативные черты человека «перетекают», с точки зрения воспринимающего, из одной области личности воспринимаемого человека в другую (см. также стереотип физической привлекательности).[21]
- Эффект первого впечатления — влияние мнения о человеке, которое сформировалось у субъекта в первые минуты при первой встрече, на дальнейшую оценку деятельности и личности этого человека. Причисляют также к ряду ошибок, часто совершаемых исследователями при использовании метода наблюдения, наряду с эффектом ореола и другими.[22]
- Эффект «Беглости обработки информации»  — форма искажения связанная с низким количеством знаний и другой информации, на которую можно опираться при вынесении суждения. В связи с этим, человек выбирает как достоверную ту информацию, которую легче воспринимать и понимать.[23]
- Искажение в связи с формулировкой закона — эта форма культурного искажения связана с тем, что запись некоего закона в виде математической формулы создаёт иллюзию его реального существования.
- Эффект опознаваемой жертвы — тенденция оказывать более щедрую помощь отдельному индивиду (жертве), чьи затруднительные жизненные обстоятельства можно наблюдать напрямую, нежели неопределённой группе лиц с аналогичными проблемами.

## Искажения, связанные с вероятностями и стереотипами
Многие из этих когнитивных искажений часто исследуются в связи с тем, как они влияют на бизнес и как они влияют на экспериментальные исследования.

### Общие ошибки вследствие непонимания сущности случайностей
- Эффект первенства — тенденция оценивать изначальные события, как более важные, чем последующие события.
- Ошибка игрока — тенденция полагать, что отдельные случайные события испытывают влияние предыдущих случайных событий.
- Иллюзия кластеризации — тенденция видеть паттерны там, где их на самом деле нет.

### Переоценка вероятности состояния, в котором в данный момент находится человек
- Ошибка выжившего — склонность недооценивать недоступные прямому наблюдению данные по группе «погибших».
- Эвристика доступности — оценка как более вероятного того, что более доступно в памяти, то есть уклонение в сторону более яркого, необычного или эмоционально заряженного.
- Ошибка полноты распределения — тенденция верить, что чем ближе среднее значение оказалось к заданному, тем у́же распределение набора данных.
- Стереотипизация — ожидание от члена группы определённых характеристик без знания какой-либо дополнительной информации о его индивидуальности.
- Ошибка базового процента — игнорирование или недостаточное использование основной априорной информации под влиянием специфики рассматриваемого случая[24].
- Эффект недавнего (аберрация близости) — тенденция оценивать важность недавних событий выше, чем более ранних событий.

### Другие искажения
- Искажение уже определённого места (placement bias) — тенденция запоминать себя самого как показавшего лучшие, чем у других индивидов, результаты в тех заданиях, наши способности в которых мы оцениваем как «выше среднего»; также и тенденция запоминать себя самого как показавшего худшие, чем у других индивидов, результаты в тех заданиях, наши способности в которых мы оцениваем как «ниже среднего».
- Искажение, связанное с селекцией — искажение в экспериментальных данных, которое связано с тем, каким образом данные были собраны.
- Каскад доступной информации — самоусиливающийся процесс, в ходе которого коллективная вера во что-то становится всё более убедительной за счёт нарастающего повторения в публичном дискурсе («повторяйте нечто достаточно долго, и это станет правдой»).
- Отклонение в сторону позитивного исхода — тенденция переоценивать при предсказании вероятность хороших вещей.
- Отклонение, связанное с вниманием — пренебрежение релевантной информацией при суждении о корреляции или ассоциации.
- Ошибочность, связанная с играми — анализ проблем, связанных с выпадением шансов, с помощью узкого набора игр.
- Функциональная закреплённость — использование предмета в каком-то одном качестве препятствует последующему использованию его в ином качестве в этой же текущей ситуации.
- Хоторнский эффект — феномен, состоящий в том, что люди, наблюдаемые в ходе исследования, временно изменяют своё поведение или производительность. Пример: повышение производительности труда на заводе, когда приезжает комиссия по исследованию производительности труда на этом заводе.
- Эффект знания задним числом — иногда называется «Я так и знал» — склонность воспринимать прошлые события предсказуемыми.
- Эффект неоднозначности — избегание вариантов действий, в которых отсутствующая информация делает вероятность «неизвестной».
- Иллюзорная корреляция — феномен восприятия преувеличенно тесной связи между переменными, которая в реальности или не существует, или значительно меньше, чем предполагается.
- Эффект привязки — особенность принятия численных решений человеком, вызывающая иррациональные смещения ответов в сторону числа, попавшего в сознание перед принятием решения.
- Ошибка конъюнкции — придание большей правдоподобности совместным событиям, чем событиям в отдельности (при том, что вероятность совместных событий не может быть больше вероятностей событий в отдельности).

## Искажения, связанные с ошибками памяти
- Эффект телескопа — этот эффект состоит в том, что недавние события кажутся более отдалёнными, а более дальние события — более близкими во времени.
- Криптомнезия — форма неправильного установления авторства, когда за воспоминание ошибочно принимается результат воображения. Например, человеку может казаться, что он сам сочинил анекдот, в то время как в действительности он его уже слышал и просто вспомнил.[25]
- Эгоцентрическое искажение — воспоминание прошлого в самовозвеличивающей манере, например, воспоминание экзаменационных оценок лучшими, чем они были, а пойманной рыбы — большей, чем она была.
- Ложная память — нарушения памяти, выражающиеся в ложных воспоминаниях.[26]
- Детская амнезия — очень слабая способность взрослых людей воспроизводить воспоминания периода жизни до 2—4 лет[27], может быть объяснена незрелостью мозговых структур — таких как гиппокамп и амигдалы, — отвечающих за кодирование и сохранение воспоминаний и достаточно развивающихся обыкновенно к двум годам[28][29].
- Кажущееся постоянство — неправильное воспоминание чьих-либо прошлых позиций и поведения как напоминающих теперешние позиции и поведение.
- Семантическое когнитивное искажение — суть которого заключается в тенденции полагать, что знаешь значение слова, хотя на самом деле знаешь лишь область его применения и употребления.
- Эффект дезинформации — происходит, когда воспроизведение эпизодических воспоминаний становится менее точным из-за полученной post factum информации[30]. Является классическим примером ретроактивной интерференции, происходящей, когда информация, полученная позже, интерферирует со способностью сохранять ранее закодированную информацию[31].
- Эффект уровня обработки — описывает вызов и воспроизведение воспоминаний о каком-либо стимуле как функцию глубины ментальной обработки: более глубокий анализ порождает более надежный и детальный и дольше существующий след в памяти, чем поверхностный анализ[32]. Например, информация запоминается лучше, если она сгенерирована самим индивидом, а не прочитана или получена каким-либо другим способом извне.[33]
- Эффект самореференции — явление, при котором воспоминания, закодированные с отношением к себе, лучше вспоминаются, чем аналогичная информация безотносительно к себе.